# كيريا جيلبرتو
كيريا جيلبرتو (بالإنجليزية: Kerrea Gilbert)‏ (28 فبراير 1987 الإمبراطورية الرومانية - ) هو لاعب كرة قدم بريطاني، يلعب كمدافع.

## وصلات خارجية
كيريا جيلبرتو على موقع قاعدة بيانات كرة القدم.إي يو (الإنجليزية)
- كيريا جيلبرتو على موقع Soccerbase.com (لاعب) (الإنجليزية)
- كيريا جيلبرتو على موقع عالم كرة القدم.نت (الإنجليزية)